# Johann Karl Gottlob von Nostitz-Jänkendorf
Johann Karl Gottlob von Nostitz-Jänkendorf, auch Johann Carl Gottlob von Nostitz-Jänkendorf (* 9. September 1754 in Wiesa; † 30. Januar 1840) war ein deutscher Gutsbesitzer.

## Herkunft
Johann Karl Gottlob von Nostitz-Jänkendorf wurde als Sohn des Johann Heinrich Gottfried von Nostitz-Jänkendorf (* 7. November 1723; † 26. Juli 1772 in Thermalbad Wiesenbad), königlich-preußischer Rittmeister der schweren Artillerie und Erb-, Lehn- und Gerichtsherr auf Wiesa und Thiemendorf sowie dessen Ehefrau Johanna Elisabeth (* unbekannt, † 20. Januar 1794), geb. von Nostitz aus dem Hause Groß-Leichnam, geboren. Die Familie entstammte der Jänkendorfer Linie des Geschlechts von Nostitz.

## Leben
Er wurde durch Hauslehrer unterrichtet und besuchte das Gymnasium in Bautzen. Er studierte Rechtswissenschaften anfangs an der Universität Wittenberg und später an der Universität Leipzig. Zum Ende seines Studiums 1772 verstarb sein Vater und er erbte die Güter in Wiesa und Thiemendorf, die er gleich darauf an seine Mutter verkaufte. Hierfür kaufte er Güter in Wilka, Bohra und Scheide bei Schönberg.
1794 verstarb seine Mutter und er erbte erneut Wiesa und Thiemendorf. 
Anfang des 19. Jahrhunderts erwarb er die Güter Beerberg bei Marklissa, Arnsdorf und Hilbersdorf; er lebte sowohl in Arnsdorf wie auch in Wiesa und Beerberg.
1818 überließ er seiner ältesten Tochter Marianne Eleonore die Güter Wiesa mit Thiemendorf.
Seinem Enkelsohn Karl Friedrich Erdmann von Wiedebach und Nostitz-Jänkendorf (1810–1873) überließ er Arnsdorf und Hilbersdorf, dieser erhielt 1834 durch den König Friedrich Wilhelm III. auch den Namen und das Wappen von Johann Karl Gottlob von Nostitz-Jänkendorf.
Er unterstützte Kirchen, Schulen, Arme und Notleidende seiner aber auch die anderer Gemeinden. Er spendete für bessere und zweckmäßigere Schuleinrichtungen und ließ beispielsweise die früher verbundenen Schulen Wiesa und Thiemendorf trennen und einen Lehrer für Wiesa anstellen. In Waldau erbaute er ein Armenhaus und ließ für Arme Legate ausstellen. Ebenso kümmerte er sich auch in seinen Gütern Arnsdorf, Hilbersdorf und Thiemendorf. Er ließ Gemeindehäuser errichten und bedachte die Schul- und Armenkassen.

## Familie
Johann Karl Gottlob von Nostitz-Jänkendorf heiratete am 30. September 1777 Johanne Sophie Dorothee von Nostiz (* unbekannt; † 18. Januar 1788) aus Rothnaußlitz. Gemeinsam hatten sie sieben Kinder:
- Johann Carl Gottfried (* 13. August 1779 in Wiesa, † fiel 1814 im südlichen Frankreich), königlich-kaiserlicher Rittmeister in einem Husaren-Regiment,

- Johanne Eleonore (* 23. Januar 1780, † 12. Juni 1782),
- Friederike Elisabeth, Ehefrau von Carl Gottlob Erdmann von Wiedebach, königlicher Kreis-Deputierter und Erb-, Lehn- und Gerichtsherr auf Putschlau und Mülchau,

- Marianne Eleonore, Witwe des königlich-sächsischen Amtshauptmann des Leipziger Kreises, Otto Heinrich Schweibold von Schlegel, Erb-, Lehn- und Gerichtsherr auf Imnitz bei Leipzig,
- Georg Christoph (* unbekannt; † 7. Juni 1811), Auskultator und Assessor der königlichen Regierung des Stifts Zeitz-Naumburg in Zeitz,
- Adolph (* 29. August 1785; † 6. Februar 1788),
- Sohn, bei der Geburt verstorben, kurz darauf verstarb seine Frau an den Folgen der Geburt in Verbindung mit den Pocken.

Am 31. Juli 1820 heiratete er in zweiter Ehe Christiane Dorothea Arellilie.

## Johanniter-Orden
Johann Karl Gottlob von Nostitz-Jänkendorfs Vater hatte ihn bereits als Kind auf die Johanniterkommende Süpplingenburg, die zur Ballei Brandenburg gehörte, eintragen lassen. Durch Edikt vom 30. Oktober 1810 und Urkunde vom 23. Januar 1811 wurden die Ballei Brandenburg und die zugehörigen Kommenden durch König Friedrich Wilhelm III. aufgehoben, ihre Besitzungen wurden im Zuge der Säkularisation eingezogen. Am 23. Mai 1812 stiftete König Friedrich Wilhelm III. als Auszeichnung für ehrenvolle Dienstleistung, als Beweis königlicher Gnade und zur Erinnerung an die aufgelöste Ballei Brandenburg den Königlich Preußischen St. Johanniterorden. Der König ernannte Johann Karl Gottlob von Nostitz-Jänkendorf zum Ritter des neu errichteten St. Johanniterorden, der nun ein preußischer Verdienstorden war, der einen „korporativen“ (mitgliedschaftlichen) Charakter hatte.

## Auszeichnungen
- Johann Karl Gottlob von Nostitz-Jänkendorf war ein polnischer Kammerherr, bis 1795 das Königreich Polen aufgehoben wurde, darauf wurde er zum königlich-preußischen Kammerherrn ernannt.[4]
- Er erhielt vom König Friedrich Wilhelm III. den roten Adlerorden dritter Klasse.